# Ключ 150
Ключ 150 (трад. и упр. 谷) — ключ Канси со значением «долина»; один из 20, состоящих из семи штрихов.
В словаре Канси есть 54 символов (из 49 030), которые можно найти c этим радикалом.

## История
Древняя идеограмма, от которой произошел современный иероглиф «долина», изображал источник или небольшой ключ, из которого струилась вода или ручеек.
В современном языке иероглиф используется в значениях: «русло горного потока, ущелье, дефиле, долина, впадина, лощина, овраг», «обрыв, пропасть, тупик».
В качестве ключевого знака иероглиф используется редко.

Вид в Цзягувэнь
Вид в большой печати Чжуаньшу
Вид в малой печати Чжуаньшу

В словарях находится под номером 150.

## Примеры иероглифов
| Доп. штрихи | Иероглифы |
| ----------- | --------- |
| 0           | 谷        |
| 3           | 谸        |
| 4           | 谹 谺 谻  |
| 6           | 谼        |
| 7           | 谽        |
| 8           | 谾        |
| 10          | 谿 豀 豁  |
| 11          | 豂        |
| 12          | 豃        |
| 15          | 豄        |
| 16          | 豅        |

- Примечание: Ваш браузер может отображать иероглифы неправильно.